# Libère Pwongo Bope
Libère Pwongo Bope (ur. 21 maja 1964 w Mweka) – kongijski duchowny rzymskokatolicki, biskup Basankusu od 2023. 

## Życiorys
4 stycznia 1992 otrzymał święcenia kapłańskie i został inkardynowany do archidiecezji kinszaskiej. Był m.in. sekretarzem arcybiskupim, wychowawcą, wykladowcą i rektorem części filozoficznej kinszaskiego seminarium, a także sekretarzem w kancelarii kurii.
11 listopada 2023 papież Franciszek mianował go biskupem Basankusu. 
16 grudnia 2023 przyjął sakrę w Basankusu. Udzielił mu jej kardynał Fridolin Ambongo OFMCap..  